# ホセ・ディエゴ・アルバレス
ホセ・ディエゴ・アルバレス・アルバレス（José Diego Álvarez Álvarez、1954年11月21日 - ）は、スペイン・ガリシア州モンフォルテ・デ・レモス出身の元同国代表サッカー選手。ポジションはMF。

## クラブ経歴
1971年、当時テルセーラ・ディビシオンに所属していたSDエイバルでキャリアをスタートさせた。1974年にレアル・ソシエダへと移籍すると、翌1975-76シーズンから守備的MFとしてレギュラーに定着し、1980-81シーズンと1981-82シーズンには、ラ・リーガ優勝を経験した。1983-84シーズンから徐々に出場機会が減少すると、リーグ戦2試合の出場に終わった1985-86シーズン終了後に現役を引退した。

## 代表経歴
1980年3月26日、イングランド代表との親善試合にてスペイン代表デビューを果たした。同年に開催されたUEFA欧州選手権1980に臨むスペイン代表にも招集されたが、本大会では1試合も出場することなく大会を終えた。

## タイトル

### クラブ
レアル・ソシエダ
- ラ・リーガ : 2回 (1980-81, 1981-82)
- スーペルコパ・デ・エスパーニャ : 1回 (1982-83)